# Малышев, Иван Михайлович
Ива́н Миха́йлович Ма́лышев (28 августа [9 сентября] 1889, Верхотурье, Пермская губерния — 22 июня 1918, станция Тундуш, Уфимская губерния) — российский революционер, участник революционного движения в Екатеринбурге. Участник Гражданской войны.

## Биография
Из семьи рабочего-железнодорожника.

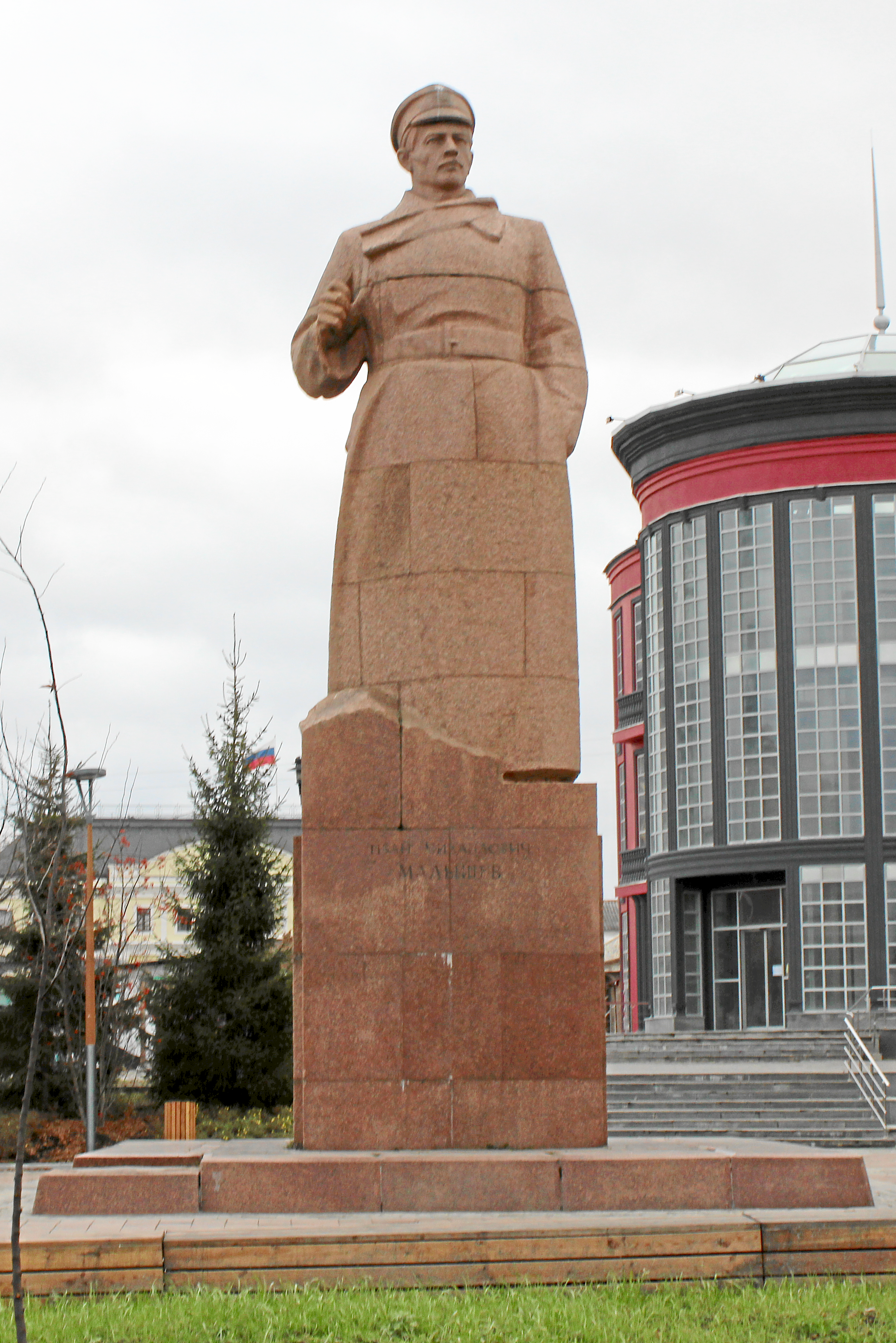
Екатеринбург. Памятник И. М. Малышеву, революционеру, первому председателю Екатеринбургского комитета РСДРП(б)

Окончил Верхотурское училище (1903) и Пермские учительские курсы. Работал учителем в школе братьев Агафуровых. В 1903—1905 гг. работал писцом в воинском присутствии.
В 1905 г. вступил в РСДРП(б), вел революционную агитацию на уральских заводах. За участие в восстании мотовилихинских рабочих в 1905 г. был заключен в тюрьму. Отбывал наказание в Николаевском исправительном арестантском отделении в Нижней Туре Пермской губернии. Затем работал учителем в с. Фоминском Махнёвского уезда, в 1907 г. вновь арестован.
С 1909 г. — рабочий Надеждинского металлургического завода, в 1911 г. вновь арестован и сослан в Тюмень.
Во время Первой мировой войны служил в армии. С 1915 г. работал на Верх-Исетском металлургическом заводе (ВИЗ), где заведовал больничной кассой. В пятый раз был арестован в январе 1917 г., однако уже в марте освобождён на волне революционных событий.
В марте 1917 г. избран первым председателем Екатеринбургского (городского) комитета РСДРП (легального); делегат VI съезда РСДРП(б) (июль 1917). С января 1918 г. — председатель Уральского областного комитета РСДРП(б) и Уральский областной комиссар труда.
В марте 1918 г. — комиссар 2-й Уральской дружины, участвовавшей в разгроме отрядов атамана А. И. Дутова под Троицком. Один из первых политкомиссаров в истории Рабоче-крестьянской Красной армии. С мая 1918 года был назначен командующим и комиссаром Златоустовско-Челябинского фронта по подавлению восстания Чехословацкого корпуса. Во время наступления чехословацких легионеров, лично руководил боевыми операциями. В одном из боёв был ранен у разъезда Тургояк. Захвачен белочехами 18 июня и казнен ими в селе Сыростан 22 июня 1918 г. Похоронен 22 июня в братской могиле на станции Тундуш, позже перезахоронен в братской могиле на одной из центральных площадей города Златоуста, напротив городского краеведческого музея.
В. П. Аничков в своей книге «Екатеринбург-Владивосток (1917—1922)» цитирует по газетам реакцию екатеринбургских коммунистов:

«Сегодня ночью, как месть за взятого проклятыми чехами в плен и расстрелянного товарища комиссара Малышева, мы расстреляли из числа заложников двадцать буржуев».
В заложники попали в том числе инженер А. И. Фадеев, секретарь городской думы Н. П. Чистосердов (которому удалось сбежать в момент расстрела), бывший управляющий Сысертскими заводами А. М. Мокроносов, слуги арестованного Николая II И. Д. Седнёв и К. Г. Нагорный, 4 арестованных участника Невьянского восстания (Воробьёв, Андреев, Чижов и Агапов).

### Семья
Был женат. Вдова комиссара, Наталья Анатольевна (1896 - 01.02.1952), уехала в Петроград, но в 1937 году вернулась в Свердловск. Похоронена на Ивановском кладбище.
Дочь Нина (род. 1918), окончила Свердловский горный институт, работала в обкоме ВЛКСМ, в годы Великой Отечественной служила в разведотделе Северо-Западного и Прибалтийского фронтов. У неё родились дети – Елена, Сергей и Алексей. Дочь написала об отце книгу, которая вышла в 1979 году.

## Память

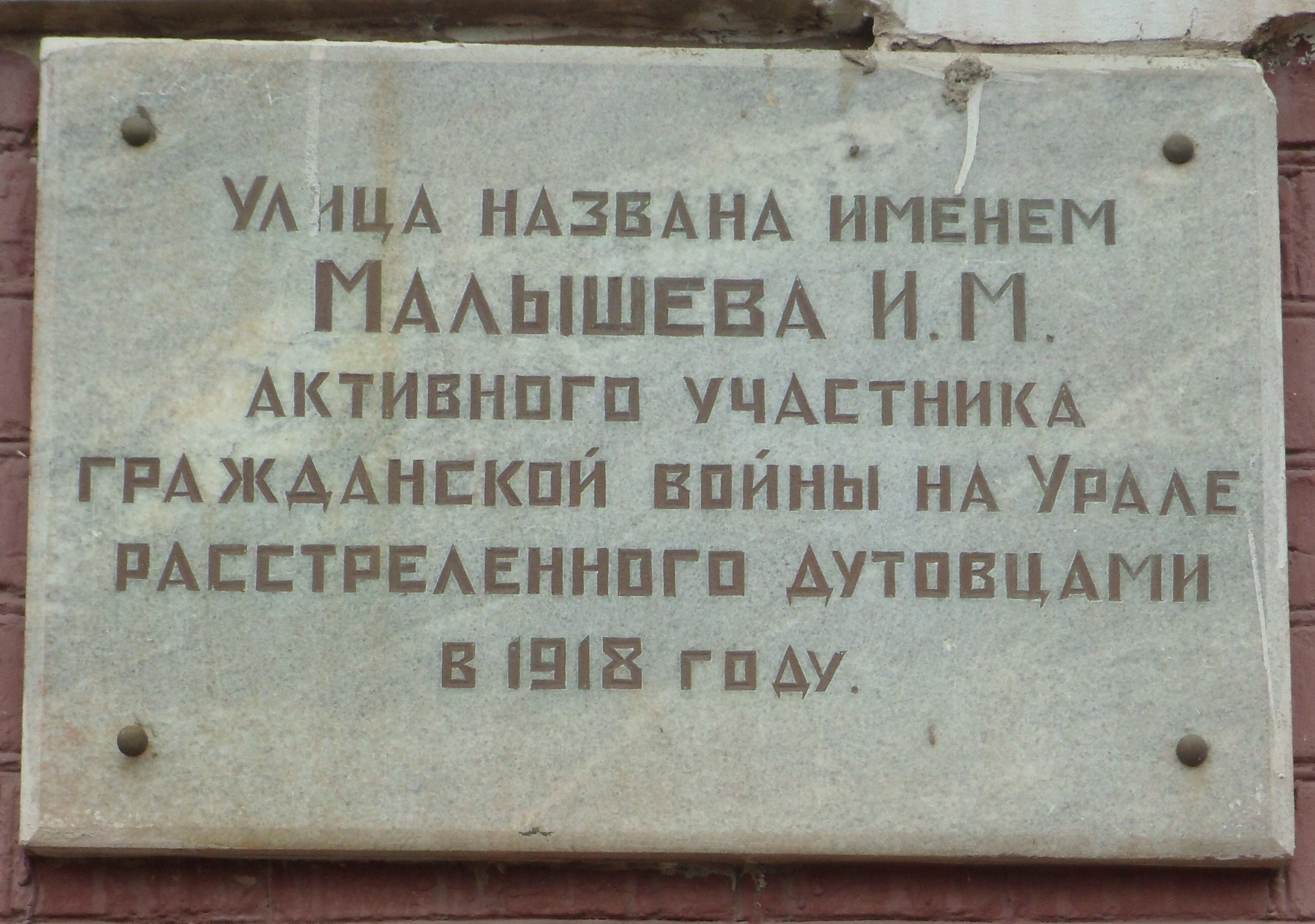
Мемориальная доска в Оренбурге

- Именем Малышева был назван Коммунистический батальон 3-й Уральской дивизии[4].
- Именем Малышева названа одна из центральных улиц Екатеринбурга. Установлен в 1977 году памятник работы скульптора В. Е. Егорова.
- Именем Малышева назван посёлок в Свердловской области.
- Улица имени И. М. Малышева в Миассе (Почтовый переулок, переименован в 1977 г.). На одном из домов установлена мемориальная доска, посвященная И. М. Малышеву.
- Именем Малышева названа улица в его родном городе Верхотурье.
- Улица Малышева в Первоуральске.
- Улица Малышева в Троицке (Челябинская обл.).
- Улица Малышева в Нижней Туре.
- Улица Малышева в Тюмени.
- Улица Малышева в Перми.
- Улица Малышева в Кеми (Карелия).
- Улица Малышева в Невьянске.
- Улица Малышева в Братске (Иркутская обл.).